# Szkoła Specjalistów Morskich WOP
Szkoła Specjalistów Morskich WOP – oddział szkoleniowy Wojsk Ochrony Pogranicza.

## Formowanie i zmiany organizacyjne
W 1950  w Gdańsku Nowym Porcie sformowano Szkołę Specjalistów Morskich WOP o stanie etatowym 470 wojskowych.
Szkoła szkoliła podoficerów jednostek pływających WOP. 

Zgodnie z etatem czasu „P” nr 348/9, na dzień 1 listopada 1954 Szkoła liczyła 325 żołnierzy, a etat czasu „W” nr 0348/12 przewidywał 94 żołnierzy.
Rozformowano ją w 1967 roku Braki kadrowe WOP w tym zakresie miała uzupełniać Marynarka Wojenna. W 1961 roku dowództwo posiadało kryptonim Fala.

## Sztandar szkoły
Od 1959 roku szkoła nawiązała współpracę z dziećmi górników z kopalni „Czeladź” przebywającymi na kolonii letniej w Gdańsku-Brzeźnie. Wzajemne wizyty delegacji z okazji świąt państwowych, wojskowych i górniczej „Barbórki” zaowocowały ufundowaniem sztandaru.
W 1964 roku Kopalnia Węgla Kamiennego Czeladź i społeczeństwo powiatu Będzin ufundowali sztandar szkole. Uroczystość wręczenia odbyła się 22 marca 1964 roku w Gdańsku przy ul. Długiej, w ramach obchodów 19 rocznicy wyzwolenia miasta. Sztandar przyjął od delegacji górników ówczesny komendant szkoły, kmdr por. Kazimierz Komaga. Na sztandarze widnieje napis: „Załoga Kopalni Węgla Kamiennego Czeladź i społeczeństwo powiatu będzińskiego – 27 III 1964”.
W 1967 roku sztandar został przekazany do Muzeum Wojska Polskiego w Warszawie.

## Komendanci szkoły

Bandera jednostek pływających WOP

- por. Włodzimierz Wójcik – do 7.07.1951
- kpt. Aleksander Minkiewicz – do 15.06.1952
- por. Feliks Krawczyk – do 3.10.1953
- kmdr ppor. Mieczysław Głusik – do 1.10.1958
- kmdr por. Kazimierz Kornaga – do rozformowania